# Kekelly Elenga
Pour les articles homonymes, voir Elenga.
Kekelly Elenga, née le 18 avril 1991 à Creil, est une basketteuse française.
Formée au Tango Bourges Basket, Kekelly Elenga part ensuite joué en Ligue 2 à partir de 2010 et passe deux saisons au ALA Le Havre puis une à Dunkerque-Malo. Elle joue ensuite deux années en Nationale 1 puis s'engage avec Landerneau, en LF2, en 2015. Après ses deux meilleurs exercices à ce niveau, elle est recrutée par Roche Vendée en 2017, promu en Ligue féminine. Un an après, elle signe avec le C' Chartres (L2).
Joueuse athlétique de grande taille, Kekelly Elenga est aussi explosive et louée pour sa polyvalence. En plus de jouer à l'intérieur, son poste préférentiel, en tant qu'ailier fort (poste 4), elle sait aussi évoluer à l'aile.

## Biographie
Kekelly Elenga a des origines congolaises et naît en Picardie. « À Creil exactement. Là-bas, j'ai débuté le basket vers 11-12 ans, simplement parce que j'étais grande » déclare-t-elle en août 2017. Après le Pôle espoirs d'Amiens en même temps que dans les clubs de Nogent, Beauvais et Compiègne, Kekelly passe quatre ans de formation à Bourges et devient internationale jeune. Elenga ne signe pas professionnelle et privilégie « le temps de jeu, dans des divisions moins importantes, pour m'étoffer et gagner en confiance ».
En 2010, Kekelly s'engage avec l'AL Aplemont Le Havre (L2). En juillet 2011, elle participe au Championnat d'Europe U20 et tourne à 7,4 points par match en neuf rencontres. Elenga joue ensuite à Dunkerque (L2) en 2011-2012, puis à Feytiat (N1 2012-2013), Chenôve (N1 2013-2014) et Landerneau à partir de 2014 (L2), éliminé en demi-finale du championnat 2016-2017 où elle réalise une moyenne de 11,3 points, 6,3 rebonds et 11,8 d'évaluation en moyenne sur 19 matches, hors play-offs. Elenga obtient alors son BTS management.
Se retrouvant libre de tout contrat, elle s'engage avec le Roche Vendée BC, promu première division. Elle y retrouve Johanna Tayeau, devenue une amie lors de son passage à Bourges.
À l'été 2018, l’ailière forte de 27 ans s'engage avec le C' Chartres.
Durant l'été 2021, elle s'engage avec Angers promu en LFB après une belle carrière en Ligue 2 à Chartres (13 points, 6 rebonds en 25’30 minutes de jeu en moyenne en 2020-2021) où elle était capitaine.

## Style de jeu

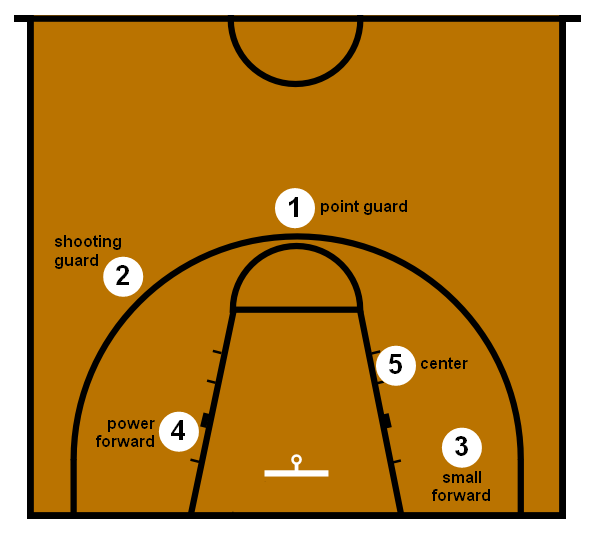
Elenga évolue poste n°4.

Elle évolue principalement au poste d'ailier fort (poste 4).
À sa signature au Roche Vendée BC à l'été 2017, l'entraîneur Emmanuel Body déclare : « C'est une fille très agréable, humble, qui a su évoluer doucement et intelligemment. Par paliers. C'est aussi une joueuse athlétique, explosive, polyvalente, qui dispose du potentiel pour aller loin (...) que ce soit à l'intérieur, son poste préférentiel, ou à l'aile, car la polyvalence constitue une autre de ses armes maîtresses. Sa complémentarité attaque-défense doit nous bonifier ».

## Statistiques
Lors de sa saison 2016-2017, sa dernière à Landerneau terminée en demi-finale de play-offs, Kekelly réalise une moyenne de 11,3 points, 6,3 rebonds et 11,8 d'évaluation en moyenne sur 19 matches, hors phase finale. En première division l'année suivante, elle tourne à 4.56 points.
| Saison                | Club                 | Championnat | Championnat | Championnat | Coupe | Coupe | Total | Total |
| Saison                | Club                 | Division    | MJ          | Moy         | MJ    | Moy   | MJ    | Moy   |
| --------------------- | -------------------- | ----------- | ----------- | ----------- | ----- | ----- | ----- | ----- |
| 2009-2010             | Tango Bourges Basket | L1          | 1           | 0           |       |       |       |       |
| 2010-2011             | AL Aplemont Le Havre | L2          | 25          | 7.01        |       |       |       |       |
| 2011-2012             | AL Aplemont Le Havre | L2          | 26          | 7.61        |       |       |       |       |
| Sous-total            | Sous-total           | Sous-total  | 51          | 7.31        |       |       |       |       |
| 2012-2013             | Dunkerque-Malo BC    | L2          | 19          | 5.21        |       |       |       |       |
| 2013-2014             | Feytiat              | N1          |             |             |       |       |       |       |
| 2014-2015             | Chenôve              | N1          |             |             |       |       |       |       |
| 2015-2016             | Landerneau BB        | L2          | 21          | 12.11       |       |       |       |       |
| 2016-2017             | Landerneau BB        | L2          | 19          | 11.41       |       |       |       |       |
| Sous-total            | Sous-total           | Sous-total  | 40          | 11.76       |       |       |       |       |
| 2017-2018             | Roche Vendée         | L1          | 25          | 4.56        |       |       |       |       |
| 2018-2019             | C' Chartres BF       | L2          | 21          | 12.51       |       |       |       |       |
| 2019-2020             | C' Chartres BF       | L2          | 5           | 17.61       |       |       |       |       |
| Sous-total            | Sous-total           | Sous-total  | 26          | 15,06       |       |       |       |       |
| Total sur la carrière |                      |             |             |             |       |       |       |       |

## Palmarès
Le palmarès de Kekelly Elenga est vierge de titre.
Lors de son passage au Tango Bourges Basket, le club remporte la Coupe de France en 2010, mais Elenga ne prend pas part à la finale. Par la suite, ses différentes équipes ne remportent pas de titre lors des années de présence de l'ailière forte.